# Allard Schröder
Allard Schröder (* 14. Juni 1946 in Haren, Niederlande) ist niederländischer Schriftsteller.

## Leben
Allard Schröder debütierte 1989 mit der Novelle De gave van Luxuria: een groteske als Schriftsteller. Für sein Gesamtwerk wurde er 1996 mit dem Halewijnpreis ausgezeichnet. Nachdem er bereits für seinen Roman Grover im Jahr 2000 für den AKO Literatuurprijs nominiert war, erhielt er zwei Jahre später die Auszeichnung für De hydrograaf, das 2016 in deutscher Übersetzung erschien.
Schröder lebt und arbeitet sowohl in Amsterdam als auch mit seiner Frau in Xiamen, wo beide eine Wohnung haben.

## Werke (Auswahl)
- De gave van Luxuria: een groteske (1989)
- De muziek van zwarte toetsen (1991)
- Raaf (1995)
- Het pak van Kleindienst (1996)
- Grover (1999)
- De hydrograaf (2002)
- Terugkeer (2004)
- Favonius (2005)
- Nieuwe tijden (2006)
- De Econome (2008)
- Amoy (2009)
- Wenst (2009)
- Het meisje met de afstandsbediening (2011)
- De dode arm (2013)
- Sebastiaans neus (2016)